# Billard hollandais
Le billard hollandais est un jeu d’adresse originaire des Pays-Bas (où il est nommé sjoelen), dont la pratique en club est essentiellement localisée en Alsace et dans une moindre mesure dans le nord et en Bretagne[réf. nécessaire]. Le jeu consiste à réaliser un maximum de points en faisant glisser des palets dans des casiers à l'extrémité du plateau de jeu. 
Le billard hollandais est inscrit à l'Inventaire du patrimoine culturel immatériel en France.

## Déroulement de la partie
Les joueurs disposent de 30 palets en bois (un peu moins dans certaines fêtes pour que tout le monde puisse jouer). Ils doivent lancer ces palets sur le plateau de 2 mètres de long et 40 centimètres de large. Au fond de ce plateau sont disposés des cases, au nombre de quatre, sur 40 centimètres de long, comprenant des trous de 6 centimètres de diamètre (les 5 centimètres du palet + 1). Au premier essai, les joueurs lancent tous leurs palets. Ceux qui sont rentrés dans les cases sont laissés comme tel, les autres sont relancés, idem pour le troisième tour. Ensuite c’est le comptage des points : une ligne de palets (un dans chaque case) vaut 20 points. Pour les autres palets, tout dépend de la case où ils se trouvent. Le maximum de points possible dans ce jeu est de 148 (avec 30 palets). 

## L'organisation du billard hollandais en France
L'association dirigeante française du billard hollandais est «Les Amis du Sjoelbak» (ADS). ADS organise des rencontres, des tournois et des sessions d'entraînement, ainsi qu'une ligue dans laquelle évoluent de nombreux clubs.
ADS a accueilli les championnats du monde de billard hollandais en 2017 (à Lampertheim) et en 2024 (à Bischheim). ADS a accueilli le premier tournoi international de billard hollandais pour les para-athlètes aux côtés des championnats du monde en 2024.